# Fondazione della metafisica dei costumi
La Fondazione della metafisica dei costumi fu la prima opera del filosofo tedesco Immanuel Kant dedicata interamente alla filosofia pratica. L'opera venne pubblicata nel 1785, tre anni prima della Critica della ragion pratica; nel 1797 seguì La metafisica dei costumi.
L'opera è costituita da tre sezioni, ciascuna definita come un "passaggio", precedute da una Prefazione.

## Prefazione
All'inizio della prefazione Kant riprende la suddivisione della filosofia in tre scienze (fisica, logica ed etica) propria del mondo classico e opera un'ulteriore suddivisione parlando di conoscenze materiali (quando si prende in considerazione un oggetto) e formali (quando si prende in considerazione la forma dell'intelletto e della ragione stessa e le regole universali del pensare).
La logica è formale, mentre la fisica e l'etica sono materiali. Tuttavia è possibile vedere che l'etica e la fisica accanto alla parte empirica hanno una parte pura, ossia formale. La parte formale dell'etica sarà la "metafisica dei costumi", mentre la parte materiale sarà "l'antropologia pratica". Secondo il filosofo, è perciò necessario elaborare una filosofia morale pura, che sia staccata completamente dalla parte empirica. Compito dell'opera è quello di ricercare e definire il supremo principio della moralità, come lo stesso filosofo spiega.

## Prima sezione

### Passaggio dalla comune conoscenza morale di ragione alla conoscenza filosofica
Kant all'inizio di questa prima sezione prende in considerazione il concetto di "volontà buona", che è la cosa ritenuta buona senza limiti: non serve a nulla possedere i talenti dello spirito o i doni della fortuna (quelli che Aristotele avrebbe chiamato beni esteriori) se si è privi della volontà buona. Anche se i beni esteriori potrebbero favorire la volontà buona e facilitarne l'opera, non sono caratterizzati da un valore intrinseco e non sono buoni in senso assoluto: senza una volontà buona potrebbero diventare estremamente cattivi. Tuttavia la volontà buona è tale per se stessa ed è come una pietra preziosa la cui lucentezza e il cui valore non possono essere oscurati.
Per comprendere la volontà buona Kant delinea la corretta nozione di "dovere":
- in primis, non dobbiamo confondere l'autentica moralità con quei comportamenti in cui l'azione è conforme al dovere e il soggetto è portato a compire quell'azione. Il valore morale si rivela quando l'azione è compiuta per dovere.
- un'azione morale compiuta per dovere possiede il suo valore morale non nello scopo ma nella massima in base alla quale è stata decisa.
- infine, secondo Kant, "dovere è necessità di un'azione per rispetto della legge". Solo la legge è oggetto di rispetto perché sovrasta tutte le inclinazioni. Dunque la volontà è determinata, oggettivamente, dalla legge e, soggettivamente, dal puro rispetto per questa. La rappresentazione della legge che ha luogo solo nell'essere razionale determina la volontà.

Ma quale sarà questa legge? “Non devo comportarmi se non in modo che io possa anche volere che la mia massima debba diventare una legge universale”. Un'azione è moralmente buona se supera il test di universalizzazione.

## Seconda sezione

### Passaggio dalla filosofia morale popolare alla metafisica dei costumi
In campo morale non possiamo in nessun modo rifarci all'esperienza o ad esempi che non possono far altro che incoraggiarci e rendono solo intuibile ciò che la regola pratica esprime.
Perciò c'è la necessità di fondare una metafisica dei costumi che non abbia niente a che fare con l'antropologia pratica, con la teologia, con la fisica. Definita questa premessa, Kant introduce una riflessione fondamentale: solo l'essere razionale agisce in base alla rappresentazione della legge. Questo significa che solo l'essere razionale è dotato di volontà. Però, la volontà non si adegua di per sé alla ragione, allora la determinazione della volontà non può che essere una costrizione e le regole dell'agire sono imperativi, che indicano un dover essere.
Kant individua due tipi di imperativi: l'imperativo ipotetico e l'imperativo categorico. L'imperativo ipotetico è quell'imperativo che comanda un'azione in vista di altro ("se vuoi questo, devi"); l'imperativo categorico invece (esemplificabile nel "devi" incondizionato") rappresenta un'azione come in se stessa oggettivamente necessaria secondo la sua massima. Solo l'imperativo categorico, perciò, costituisce la legge morale: questa è un giudizio sintetico a priori pratico, in quanto all'idea di una volontà pura pratica universale ("facoltà superiore di desiderare") è unito il concetto empirico di volontà, intesa come volontà empirica ("facoltà inferiore di desiderare"). In proposito Kant introduce la formula fondamentale dell'imperativo categorico:
1. "Agisci soltanto secondo quella massima per mezzo della quale puoi insieme volere che divenga legge universale".

Questo è l'unico imperativo categorico, come è riportato anche nella Critica della ragion pratica (1788).
Siccome Kant ritiene che questo imperativo morale debba essere maggiormente avvicinato al sentimento e all'intuizione, egli 
deduce da esso tre formulazioni.
Le tre formulazioni dell'imperativo sono:
1) "Agisci soltanto secondo quella massima per mezzo della quale puoi insieme volere che la tua azione divenga una legge universale della natura".
2) "Agisci in modo da trattare l'umanità nella tua persona come nella persona di un altro, sempre insieme come fine, mai come semplice mezzo".
3) "Agisci considerando la volontà di ogni essere razionale come universalmente legislatrice".

## Terza sezione

### Passaggio dalla metafisica dei costumi alla critica della ragione pura pratica
La terza ed ultima sezione della Fondazione consta di cinque paragrafi e il tema centrale è quello della libertà.
La libertà, infatti, è la condizione di possibilità dell'imperativo categorico.
La libertà è propria di ogni essere razionale e deve essere intesa come la capacità della ragione di dare legge a se stessa; ne deriva che una volontà libera e una volontà sotto leggi morali sono la stessa cosa.
Ogni essere razionale è dunque libero e agisce solo sotto libertà. Kant, espressa la necessità di presupporre la libertà, introduce il concetto di interesse. La legge morale deve, infatti, sollevare una certa forma di sentimento. Se così non fosse, l'agire per dovere sarebbe identico ad un semplice adeguamento esteriore alla legge, che il filosofo chiama legalità.
La libertà è il presupposto della legge morale, ma l'uomo è libero solo se si sente sottomesso a tale legge.Come uscire da questo circolo vizioso, come lo chiama Kant? L'essere razionale è sia membro del mondo sensibile che del mondo intelligibile.
Infine emerge completamente il concetto di interesse, quello che può essere chiamato sentimento morale. L'interesse è ciò attraverso cui la ragione diventa pratica. Spiegare l'interesse è impossibile e, così, si arriva all'estremo confine della filosofia pratica al termine della Fondazione.